# Elleanthus amethystinoides
Elleanthus amethystinoides är en orkidéart som beskrevs av Leslie Andrew Garay.
Elleanthus amethystinoides ingår i släktet Elleanthus och familjen orkidéer. Artens utbredningsområde är Ecuador. Inga underarter finns listade i Catalogue of Life.